# バージニア憲法
バージニア憲法（バージニアけんぽう、英語：Constitution of Virginia）は、アメリカ合衆国のバージニア州の政府の権限及び市民の基本的権利を規定し、制限する文書である。他の州憲法と同様にバージニア州の法律及び政府の法令の上にくる最高法であるが、アメリカ合衆国憲法及び連邦法が優先される可能性がある。

## 成立
1776年にバージニア州はその最初の憲法を成立させたが、これはアメリカ合衆国の初めの13植民地による独立宣言と連動したものであった。たびたび修正が施され、さらに6回の大きな改訂が行われた（1830年・1851年・1864年・1870年・1902年の版・現在有効な1971年版）。これら新しい憲法はバージニア州における主要な地域的・人種的・社会的変動の時代の一部であり、また反応でもあった。

## 歴史上の憲法

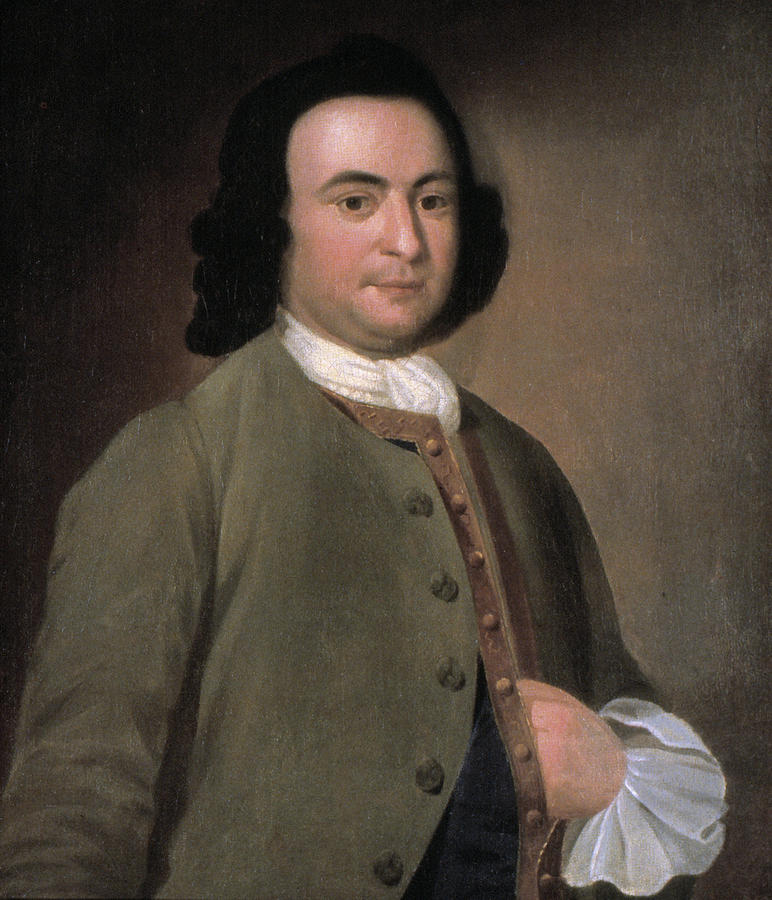
ジョージ・メイソン。トーマス・ジェファーソンと共に1776年憲法の主要立案者の一人

### 1776年
最初のバージニア憲法の準備は、独立戦争の初期出来事の最中であった1776年早くに始まった。1776年憲法の草稿を起草した者には、ジョージ・メイソン、トーマス・ジェファーソンおよびジェームズ・マディソンがいた。ジェファーソンは第二次大陸会議のバージニア代表でもあり、彼が書いたバージニア憲法草案は、ジェファーソンがアメリカ独立宣言の草稿作りに関わったことで、直接の先駆けとなった。同様にマディソンがバージニア憲法草案作りに関わったことは、後にアメリカ合衆国憲法の主要立案者の一人として使うことになる概念や技術を発展させる力になった。
1776年憲法は前文で「これまでイギリスの王が有していた全ての憲法の権威は、社会全体の共通の利益のため契約によって人民から由来し、人民が保持するものとなった。」（all the constitutional authority ever possessed by the kings of Great Britain over these colonies, or their other dominions, was, by compact, derived from the people, and held of them, for the common interest of the whole society）と規定し、社会契約説に基づく人民主権論に立場に立つことを宣明した上で、「憎むべきまた耐え難い専政」を布いたイギリス王ジョージ3世を告発した。また、邦の立法機関として両院制のバージニア議会及び「執政府の長官」すなわち行政官として知事を創り、政府の権限の分離を打ち立てた。主にメイソンによって起草された同時期のバージニア権利章典は、人間の基本的権利と自由の保障と政府の基本目的に焦点を当てている。この権利章典はアメリカの権利の章典など多くの歴史的文書に模範として使われた。

### 1830年
1820年代までにバージニア州は投票権を土地所有者に限定するわずか2つの州のうちの1つとなっており、バージニア州西部（後の1863年にウエストバージニア州となる地域）の住民は、議会に代表を送り出せないことについて次第に不満を募らせるようになった。この圧力は憲法制定会議が1829年から1830年に掛けて招集されるまで増大し続けた。この会議は大半が、東部の土地所有者と西部の裕福さでは劣る住人との間の競合となり、議論は代表権と選挙権の問題で支配された。この会議の代議員には、ジェームズ・マディソン、ジェームズ・モンロー、ジョン・タイラーおよびジョン・マーシャルのような著名バージニア人が含まれていた。
会議では結局、参政権の要求事項を緩くし、バージニア議会の上下院議員数を減らすという妥協案が成立した。その結果生まれた憲法は住民投票の多数で批准されたが、州西部の有権者の大半は憲法案に反対する投票を行うという結果になった。かくして表面化に州内部の緊張関係は残り、新たな対決の段階に進んだ。

### 1851年
1840年の国勢調査に拠ると、バージニア州西部には州内白人住民の過半数がおり、代表者数が人口に比例していないという状況がひどくなったことで、1830年に採用された選挙の枠組みでは不満を募らせることになった。バージニア州西部はバージニア議会で選挙制度を変える試みを数度行ったが、その度に敗れていた。その結果の欲求不満は、公然と奴隷制の廃止、あるいは州からの脱退を議論し始める者がいる程になった。最終的にうち続く緊張関係の解決を図るための憲法制定会議が招集された。
会議の結果として生まれた1851年憲法に採用された最も重要な変更は、投票権に対する財産要求事項が排除されたことだった。つまり、バージニア州の全ての白人男性は投票権を持つことになった。1851年憲法ではさらに、州知事、新設された副知事およびすべての判事は住民の投票で選ばれることになった。長い間悩んできた選挙権と代表権の問題を解決する方向でなされた進展を考慮に入れ、1851年憲法は「改革憲法」と呼ばれることになった。

### 1864年
1861年に南北戦争に続く出来事の中で、バージニア州は合衆国からの脱退を決議した時に、州西部の全郡と北部の幾つかの郡が不満を表明し、フランシス・H・ピアポントを知事として別の政府を造り上げた。南北戦争の最中の1864年に、ウエストバージニア州の分離と新しい憲法の創出を承認したのはこの別の議会であった。かくしてこの憲法は分裂した州と政府の産物となり、また1776年の初代憲法以来初めて住民投票無しに採択されたものとなった。
1864年憲法では、バージニア州における奴隷制を廃止し、アメリカ連合国政府に協力した議員の権利を剥奪し、バージニア議会議員の定数と任期を調整した。現行のバージニア州憲法序文には、その前身のリストの中に1864年憲法を含めておらず、1864年憲法は戦時下という条件で起草され、法的意味合いは不確定であるという注釈がある。

### 1870年

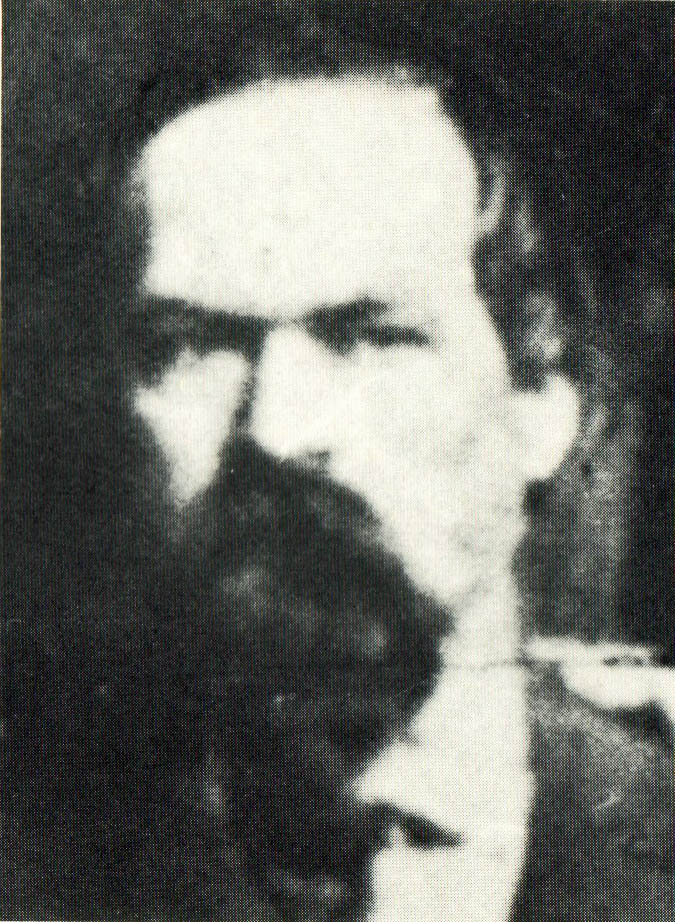
ジョン・アンダーウッド判事。1867年から1868年の憲法制定会議を支配したので、「アンダーウッド憲法」と呼ばれることになった。

南北戦争の終戦後、バージニア州は短期間ジョン・スコフィールドの指揮する軍政府下に入った。スコフィールド将軍は連邦政府のレコンストラクション法に従うために、直ぐに新しい憲法の制定会議を要求し、1867年12月から1868年4月までリッチモンドで開催された。バージニアの多くの保守的白人は、黒人に参政権を与えることに反対し、会議で投票に参加することを拒んだ。その結果、ジョン・アンダーウッド判事が指導する急進派共和党が会議を制し、作られた憲法は「アンダーウッド憲法」と呼ばれることになった。憲法の批准に反対する者達はそれを嘲って「黒人憲法」と呼んだ。
アンダーウッド憲法の重要な規定は、21歳以上の全ての男性市民に選挙権を拡げること（これでアフリカ系アメリカ人男性の投票権を認めた）であり、予算と出席を義務付ける州営の教育制度を確立し、さらに判事は一般選挙ではなく州議会が選ぶこととした。元アメリカ連合国政府の要員に対する権利剥奪を継続する条項で論争があり、新憲法の批准が遅れた。しかし、権利剥奪条項とその他の憲法とを分離して投票する妥協が成立し、権利剥奪条項は承認を得られなかった。アンダーウッド憲法の残りの条項は一般投票の結果、210,585票対9,136票で批准され、1870年に発効となった。

### 1902年
20世紀への変わり目までにジム・クロウ法が根付き、南部の6州が既にアフリカ系アメリカ人の投票権を剥奪していた。バージニアでも黒人の投票権を排除する政治的圧力が盛り上がったが、これは表面的には不正選挙や汚職を止めさせるためとされた。このような背景で1901年の憲法制定会議が開催され、アメリカ合衆国憲法修正第15条を侵犯することなく、また貧しい白人の権利を剥奪することなく、選挙権を制限することが主要な焦点となった。会議の代議員達は、後の合衆国上院議員カーター・グラスの指導のもとで、全ての期待される有権者は人頭税を払い、読み書き能力の試験にパスすることという要求事項を作ることでこの目的を達した。軍隊の退役軍人やその息子達には免除が認められたが、彼らは事実上すべて白人だった。多くの読み書きができない白人も新しい要求事項に合わせることができなかったが、黒人投票者の権利剥奪ということではこの修正が効果的だった。その次の選挙では、この修正の結果としてバージニア州の有権者は実質的に半分になった。
1902年憲法で他の重要な条項は、教育現場における人種分離の要求と郡裁判所制度の廃止および州企業委員会の創設であった。制定会議はアフリカ系アメリカ人が新憲法に反対することを怖れ、憲法案は一般投票に掛けられるという決まり事の通りにすることを拒んだ。かくして、1902年憲法は1864年憲法と同様に選挙民による批准無くして採択された。この憲法はそれまでのバージニア憲法よりも遙かに長い間有効に存続した。

## 現在の憲法（1971年憲法）
1964年公民権法及び「ブラウン対教育委員会事件」に始まる一連の最高裁判所判決によって、1902年憲法でも最も論議を呼ぶ見解すなわちアフリカ系アメリカ人から選挙権を制限する条項と教育の分離を義務化する条項は違法になってきた。このことは、1965年にミルズ・ゴッドウィン知事が選ばれたこととも合わさり、政府の変化に弾みを付けた。ゴッドウィンは州の発効する債券と借金について州憲法が厳しく制限していることを緩和させようと強く主張し、その権力と人気を使って新しい憲法制定を推進した。この結果、1968年に、バージニア州議会の共同決議案が採択され、前知事のアルバーティス・S・ハリソン・ジュニアを議長とし、憲法を改定する新しい委員会を承認した。
1969年1月に憲法改定委員会はゴッドウィン知事と議会に対して報告書と推薦書を提出し、最終合意案を起草する作業を続けた。新憲法案はバージニア有権者の圧倒的多数で承認され、1971年7月1日に発効となった。
現在のバージニア憲法は12条からなっている。

### 第1条 - 権利章典
第1条には1776年憲法から当時のバージニア権利章典全体が入っている。しかし、幾つかの節はアメリカ権利の章典の概念すなわち適正手続きを受ける権利・一事不再理・武器を携帯する権利を取り入れるように拡張されてきた。アメリカ合衆国憲法と同様に、バージニア権利章典はその第17節で諸権利のリストは人民が持つ他の権利を除外すると解釈すべきではないとしている。
1997年にバージニア権利章典の第8節Aとして被害者の権利修正が加えられた。
2006年11月7日に同性結婚を禁じる修正条項がバージニア選挙民の投票で承認され、権利章典に追加された。この修正条項では未婚の人々の間で結婚に近い状態を意図する、あるいは「結婚の権利、恩恵、義務、質、あるいは効果」を与える「同盟、パートナーシップあるいは他の法的な状態」という認識をも禁止している。未婚の人々の間の「結婚に近い」関係について法的な効果があるかは未詳である。

### 第2条 - 選挙権と役人
憲法第2条では選挙と役職を得ることについてその方法と仕組みを設定している。この条項の各節では長年にわたる多くの技術的修正が行われてきた。例えば、当初の選挙権者は21歳以上とされていたが、1973年に発効した修正では18歳以上とされた。

### 第3条 - 権限の分割
第3条では政府の立法・行政・司法各府の三権分離の原則を確認している。政府の各府の分離は第1条第5節の人民の権利としても挙げられている。

### 第4条 - 立法府
第4条ではバージニア議会の基本的な構造と権威について規定している。州における立法権は、バージニア州上院と下院よりなるバージニア州議会に与えられる。第4条第17節は行政府と司法府の構成員を弾劾する権限を議会に与えている。
当初の第4条第14節は憲法改正におけるバージニア委員会を通じて教会の法人化を禁止していたが、1969年の報告書ではこの禁止がおそらく無効と認めた。バージニア州の西部地区連邦地方裁判所は2002年の4月に、バージニア憲法のこの規定が合衆国憲法に規定される信教の自由という権利を侵犯しているので、事実上違憲と判断した（ファルウェル対ミラー事件）。判決では、他の団体が法人化できるのに教会が州法のもとで法人化する選択肢を否定することは違憲であるとした。教会法人化の禁止を撤廃する修正が2006年11月にバージニア州一般投票で承認された。

### 第5条 - 行政府
第5条では行政府の構造と権限を規定している。バージニア州知事は行政官の長と規定される。ただし、第5条第1節では知事が連続した任期に就くことができないとされている。副知事と検事総長は知事を支えるべく選挙で選ばれる憲法上の役職とされている。
知事の憲法上の権限には、法案への署名・法案を拒否する権利（拒否権は議会両院の3分の2以上の多数票決で否定される）・恩赦を発行する権限が含まれる。

### 第6条 - 司法府
第6条ではバージニア最高裁判所の司法権と議会によって創設された下位裁判所の司法権を規定している。判事は議会の評決で過半数を得ることにより指名され、最高裁判所判事では任期12年、その他の判事は任期8年とされている。最高裁判所は第5節によって、法の執行と州内裁判所の手続を統括する権限を有し（rulesを参照）、最高裁判所の主席判事はバージニア州司法制度の最高管理者とされている。

### 第7条 - 地方政府
第7条ではバージニア州における地方政府の構造と機能の基本的な枠組みを規定している。地方政府は人口1,000人以上の町、人口5,000人以上の市、郡あるいは地域政府の階層で作ることができる。第7条ではバージニア州議会にこれら政治的区分を組織し統治するための一般的な法を作る権限を与えているが、地域政府はその地域有権者の過半数の同意が無ければ創設できないという例外がある。
第4節ではバージニア州の各市及び各郡で、財務官・保安官・州検事・裁判所事務官・税務局監督官という憲法で規定する役職は選挙で選ばれるものとしている。

### 第8条 - 教育
バージニア州の全ての子供に対する義務的及び無償の初等教育、また高等学校レベルの公的教育が第8条の焦点である。バージニア州議会は教育制度の予算化と、州と地方政府の間での費用の分担方法を決める権限がある。州の教育委員会は学区を創出し、全体に関わる教育政策を発効させるために作られている。個々の学校の監査実務は第7節で地方教育委員会に委託されている。

### 第9条 - 法人
第9条の主目的は、法人を規制する法律の管理を行うバージニア州企業委員会を創設することである。州企業委員会はまた、バージニア州の法人に認証を発行し、「外国」（バージニア州以外）の法人が事業を行う免許を発行する。第9条第5節では、外国の法人がバージニアの法人ではできないことをバージニア州内で行うことを禁止している。

### 第10条 - 課税と財政
第10条ではバージニア州における個人財産に対する課税の基本構造を規定している。この条項に拠れば、あらゆる免税でない個人の動産・不動産はその市場価格に合わせて課税される。第6節では免除される財産の長いリストがあり、その中には教会の財産・墓地・非営利学校の財産が含まれている。
第10条には重要な追加があり、1986年に発効となった第7節予算修正では、州営宝くじの全収益は教育目的とは分けて考えるべきという要求事項「宝くじ収益基金」を規定している。

### 第11条 - 保存
第11条では州内の自然資源と歴史的資源を保存・保護・保全することが州の一般政策であると規定している。州議会は官民パートナーシップあるいは連邦機関とのパートナーシップを採ることでこれら政策を推進することが認められている。
第4節に加えられた2001年修正では、バージニア州民の憲法に定める権利として狩猟と漁労の権利を認めたが、議会はこれら権利の適度な規制と制限を法制化出来るとした。

### 第12条 - 改訂の手続
最終条項では憲法を改定する手続を規定している。憲法の修正はまず議会2院のそれぞれで過半数の評決で承認されなければならない。修正案は次に連続当選議員によって検討され、再度両院の過半数で採択されなければならない。次に一般投票に付され、投票者の過半数の承認で憲法の中に取り入れられて発効となる。
別の方法として、バージニア州議会両院の3分の2以上の賛成により憲法制定会議の開催を要求できる。この会議で提案される改訂あるいは修正はバージニア州市民に提示され、投票者の過半数の承認で法制化される。